# Emil Doepler
Emil Doepler "el joven" (29 de octubre de 1855 en Múnich – 21 de diciembre de 1922 en Berlín) fue un ilustrador Art Nouveau alemán así como también artista decorativo y profesor de arte. Emil Doepler fue hijo de Carl Emil Doepler, pintor, artista, y diseñador de vestuario.

## Vida
Emil Doepler se dedicó ya en su adolescencia intensamente al arte. Su padre, que también se hizo un nombre por sí mismo como pintor e ilustrador, fue inicialmente su maestro. Se especializó como dibujante y pintor de arte y motivos heráldicos comerciales, pero también paisajes creados y bodegones usando diferentes técnicas.
En 1870-1873 cursó estudios en la Kunstgewerbeschule, la Escuela Alemana de Artes y Oficios de Berlín-Charlottenburg.
Entre los años 1873 y 1876 ejerció de ilustrador freelance.
En 1876 y 1877 estudió en la Academia de Berlín.
A partir de 1881 ejerce de maestro en el Museo de Artes Decorativas de Berlín.
En 1889 pasa a ser profesor en el Instituto de Enseñanza del Museo de Artes Decorativas de Berlín.*
A partir de 1898, es Jefe del Comité para la adjudicación del proyecto Stollwerck-Sammelbildern.

## Obra

### Escudos de armas
Friedrich Ebert, el primer presidente de Alemania declaró escudo de armas oficial de Alemania un diseño de Doepler el 11 de noviembre de 1919, siguiendo una decisión del gobierno del reich de esa época.
Desde 1928 el nuevo Reichswappen (escudo de armas del reich), diseñado por Tobias Schwab (1887–1967) reemplazó a la versión de Doepler. El diseño de Doepler pasó a ser el Reichsschild (el blasón del reich) de uso restringido como puede ser el de servir de gallardete para vehículos oficiales. En 1949 la República Federal de Alemania (Alemania Occidental) adoptó el diseño de Doepler como Bundesschild para los mismos usos.

## Galería
Trabajos seleccionados. Para más obras, ver la categoría de Wikimedia Commons.

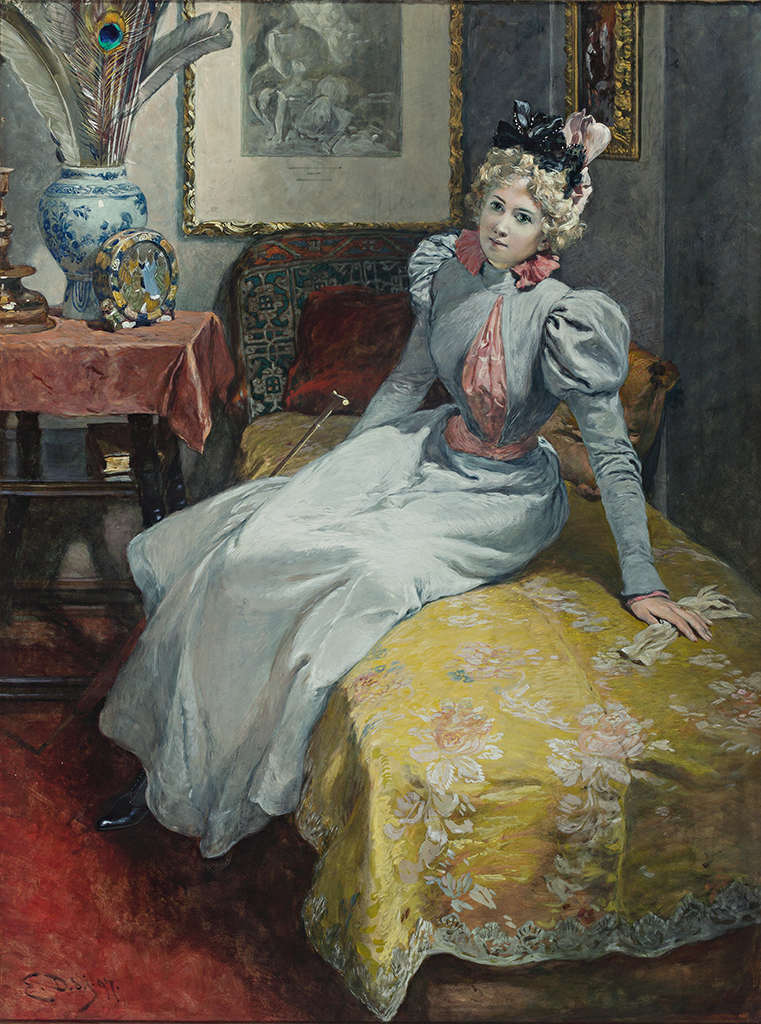
Junge Dame auf einem Divan. Retrato de una joven en un sofá. Acuarela. 98 x 73 cm. 1897.
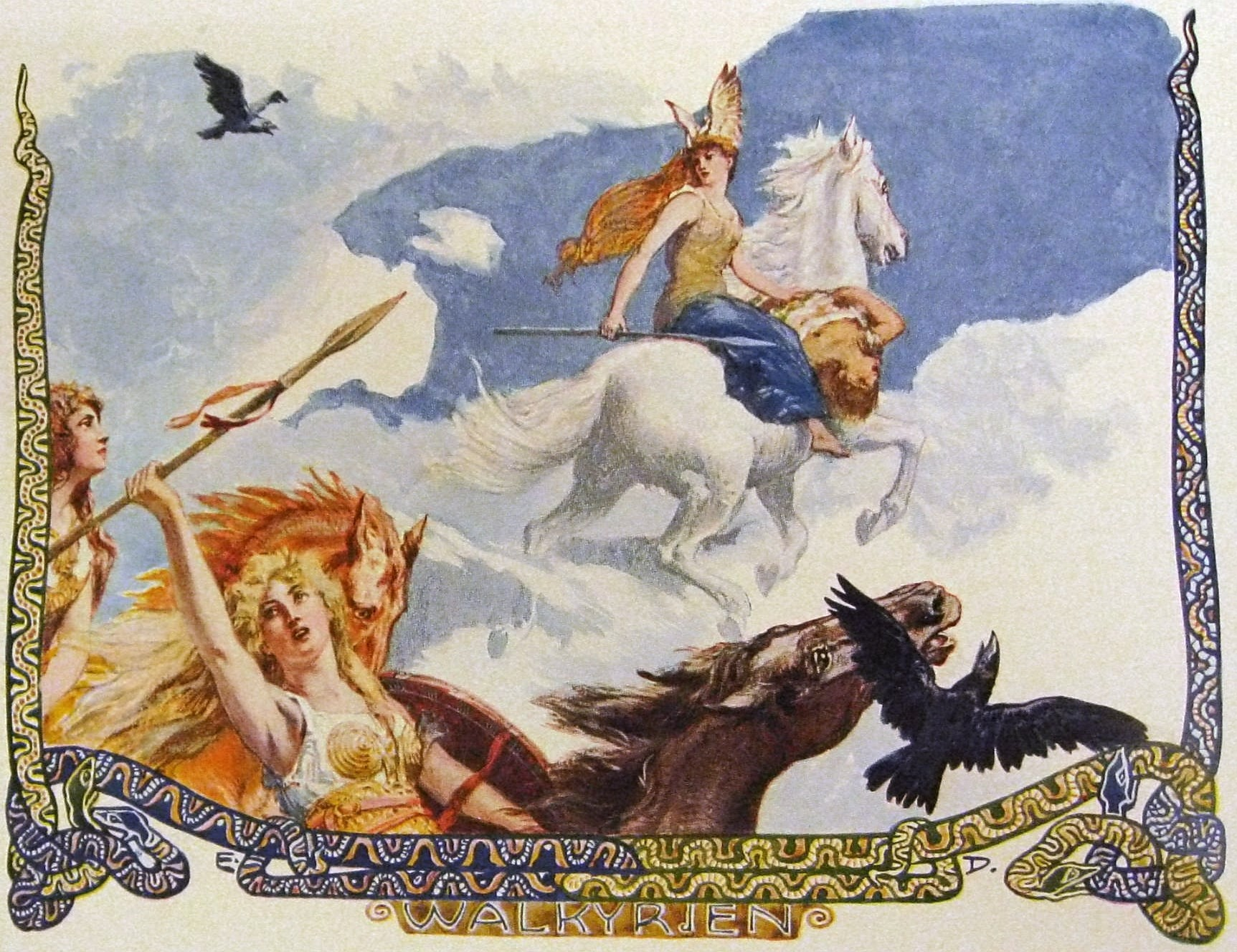
Walkyrien. Doepler, Emil. ca. 1905.
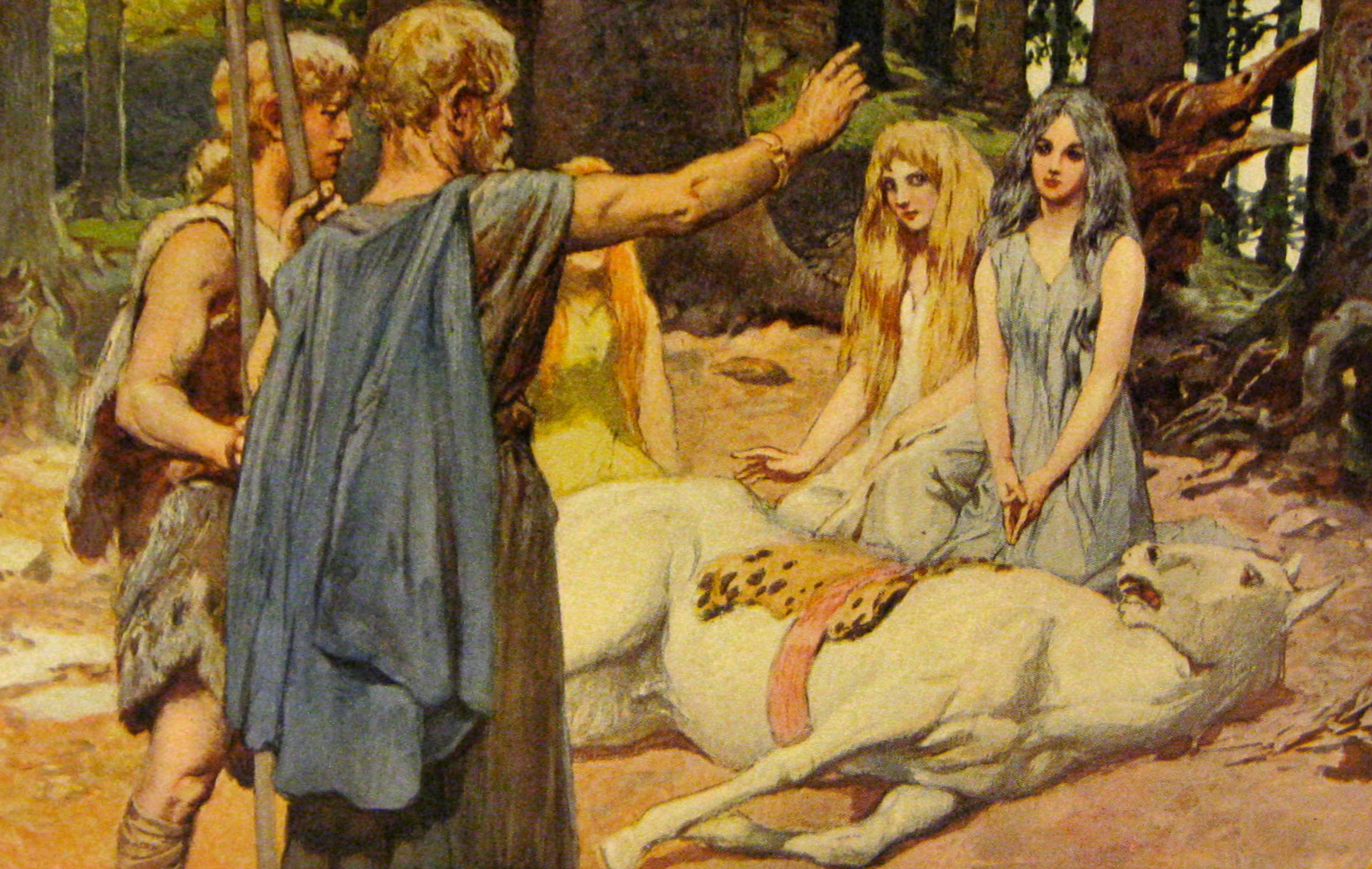
Wotan heilt Balders Pferd. Doepler, Emil. ca. 1905.
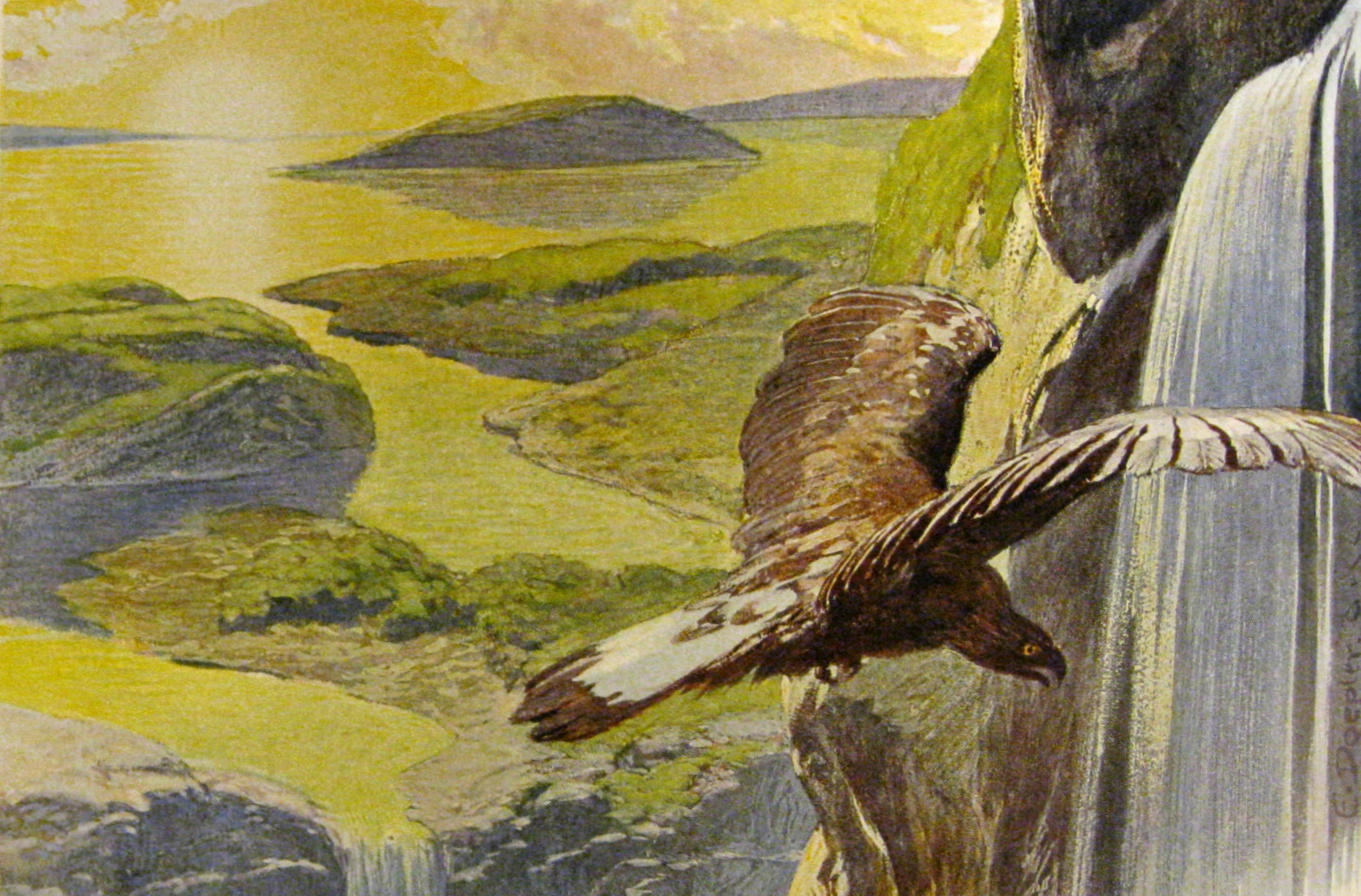
After Ragnarök. Óleo sobre lienzo, 1905.
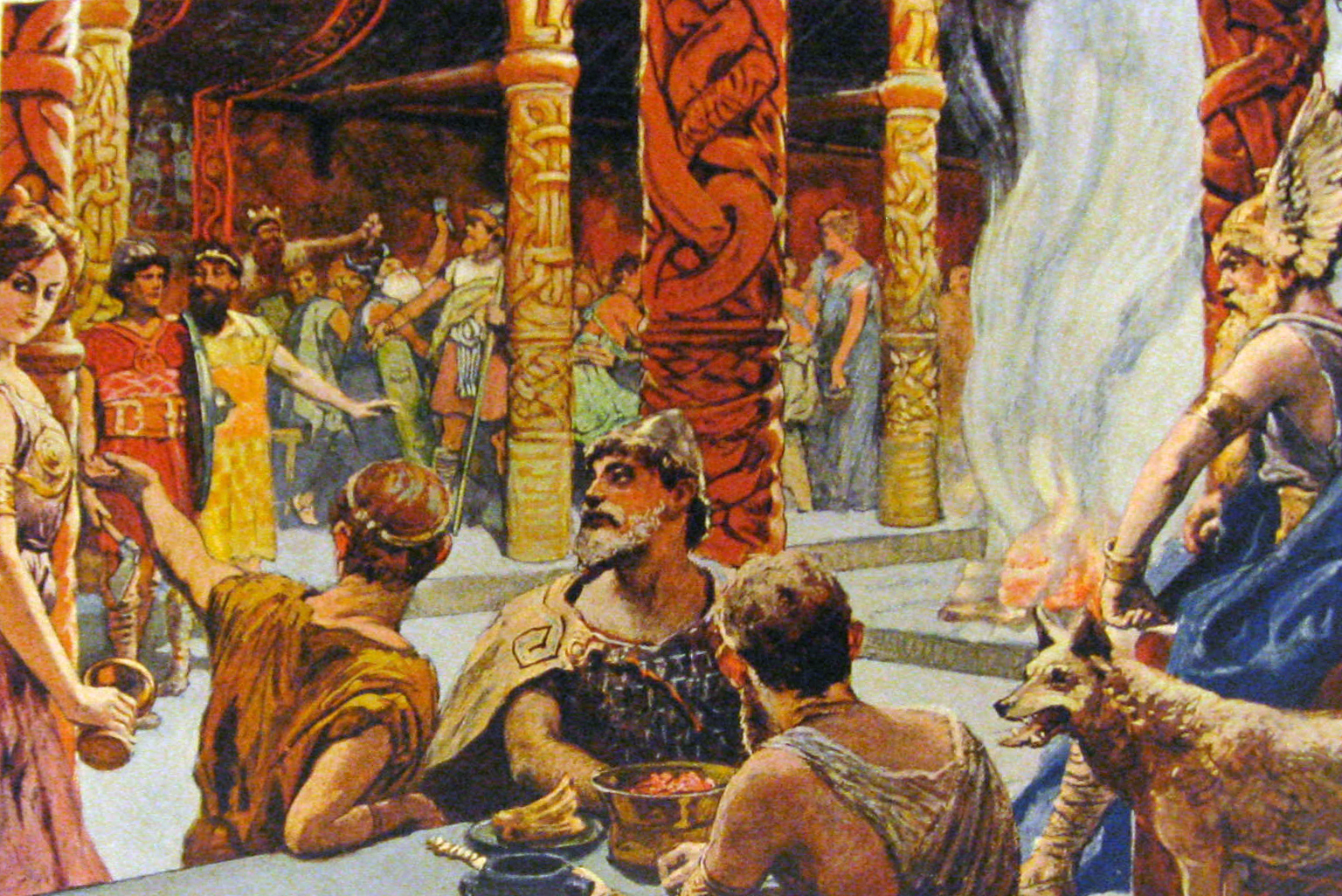
Walhall, 1905. Walhall, die Götterwelt der Germanen. Martin Oldenbourg, Berlín.
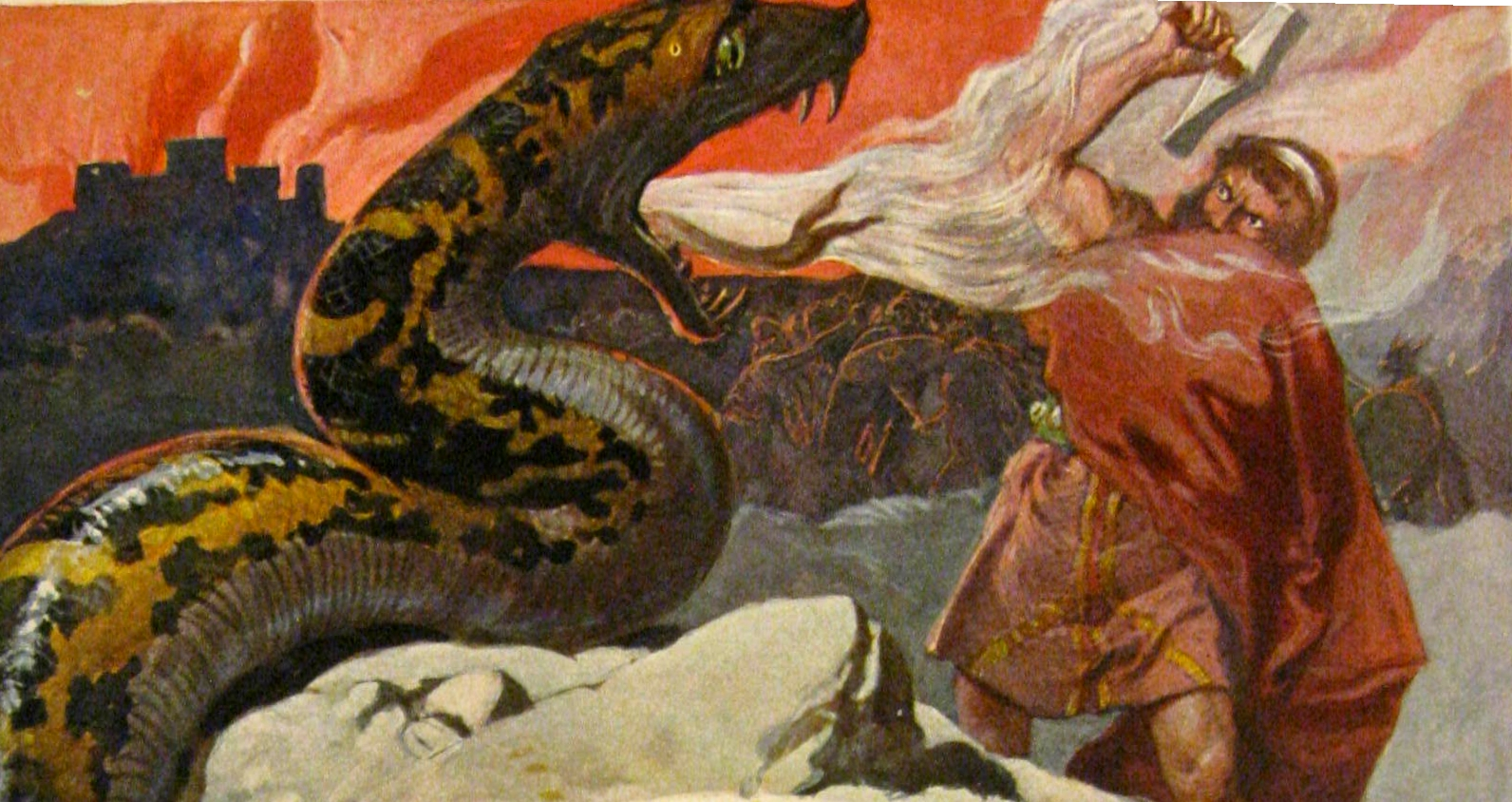
Thor und die Midgardsschlange, 1905.
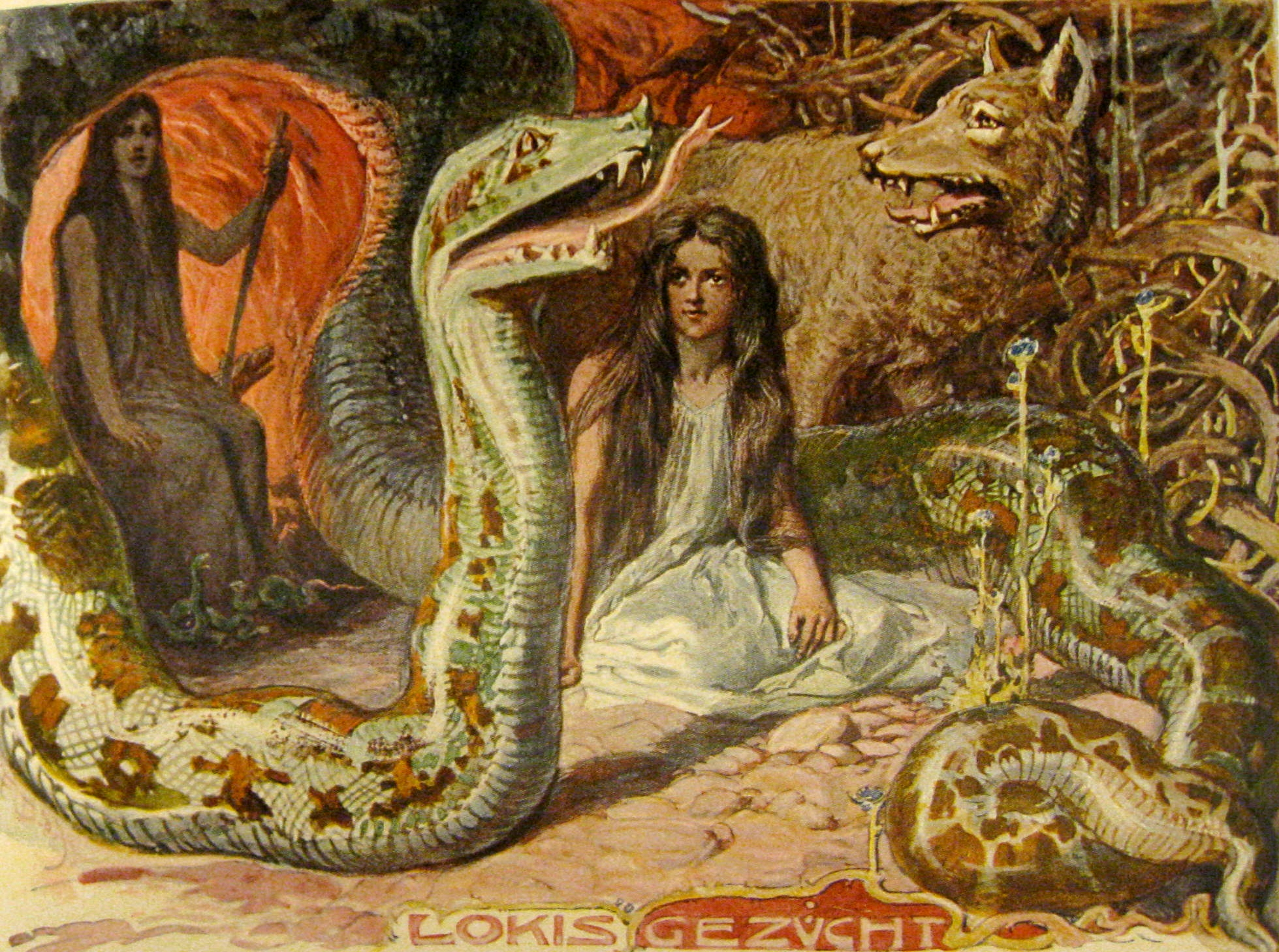
Lokis Gezücht (La descendencia de Loki), 1905. Walhall, die Götterwelt der Germanen. Martin Oldenbourg, Berlín. Página 43.
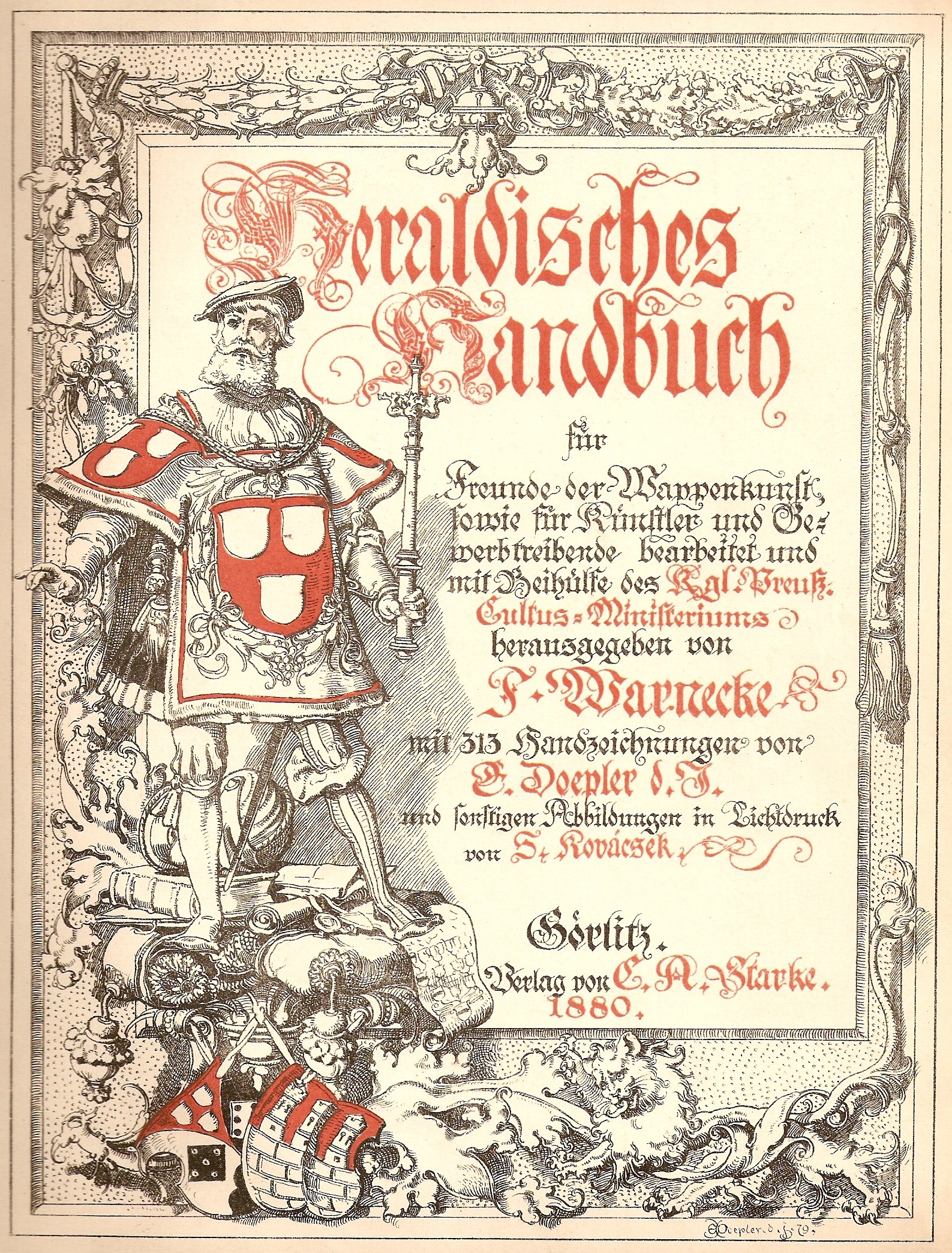
"Heraldisches Handbuch" 1879.
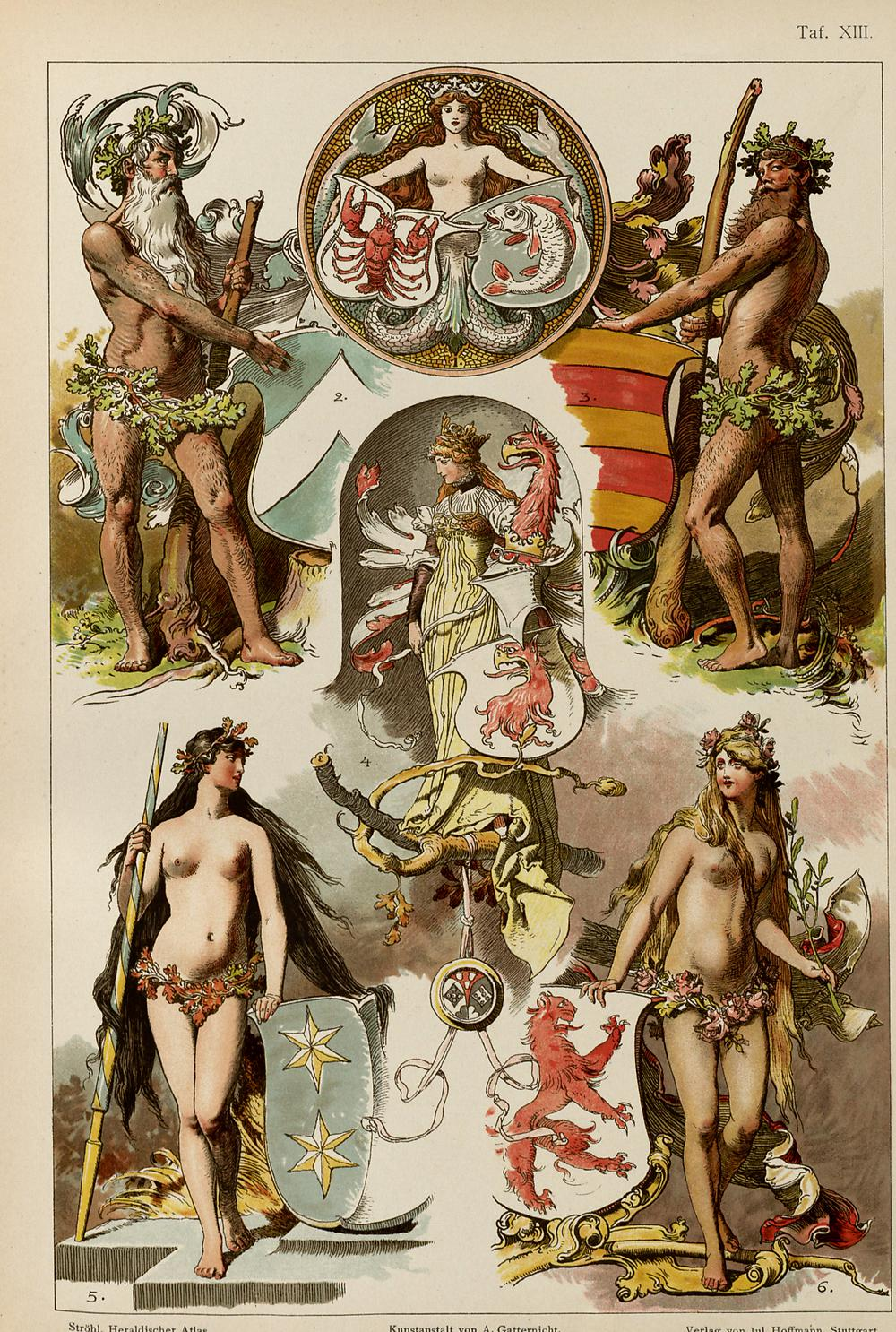
Heraldischer Atlas, 1899.
República de Weimar. 1919.
Blasón de la ciudad de Essen.
Blasón de la ciudad de Bochum.